# Пестель, Николай Борисович
Николай Борисович Пестель (1768 — не ранее 1825) — действительный статский советник (1811), недолгое время — московский почт-директор (1797—1799), четвёртый московский почт-директор в роду Пестелей.

## Биография
Родился в 1768 году. Сын московского почт-директора Бориса Владимировича Пестеля (1739—1811), младший брат Ивана Борисовича Пестеля (1765—1843), дядя декабриста.
В 1784 году поступил на службу унтер-офицером в Лейб-гвардии Конный полк, в 1793 году был произведен в вахмистры, а в следующем 1794 году выпущен в армию капитаном, после чего служил провиантмейстером. После Третьего раздела Польши, Пестель был командирован в Варшавскую провиантскую комиссию, где проработал некоторое время. 
В апреле 1797 года Пестель перешёл на гражданскую службу и был определен помощником московского почт-директора (то есть, своего брата Ивана Борисовича) с чином коллежского асессора, 30-го мая получил чин надворного советника, а 30-го октября того же года — чин коллежского советника и назначение на должность московского почт-директора вместо брата, переведенного на ту же должность в Санкт-Петербург. Однако, уже два года спустя, в конце 1799 года, оба Пестеля из-за придворных интриг  лишились своих должностей по почтовому ведомству. 
С января 1806 года Пестель служил в 8-м департаменте Сената. В марте того же года был повышен до статского советника и был прикомандирован к своему брату И. Б. Пестелю, тогда сибирскому генерал-губернатору, «для устроения тамошнего края». С 1811 года — действительный статский советник. После увольнения старшего брата с должности сибирского губернатора, Пестель вернулся в Сенат, где вплоть до 1825 года работал в 8-м департаменте.